# Deleatidium townsi
Deleatidium townsi is een haft uit de familie Leptophlebiidae. De wetenschappelijke naam van de soort is voor het eerst geldig gepubliceerd in 2009 door Hitchings.
De soort komt voor in het Australaziatisch gebied.